# Johann Nepomuk von Poißl
Johann Nepomuk von Poißl, aussi Poissl (15 février 1783 dans la commune de Rattiszell, Royaume de Bavière - 17 août 1865 à Munich, Royaume de Bavière) est un compositeur et intendant de langue allemande. Il a composé plusieurs opéras en allemand.

## Biographie
Johann Nepomuk von Poißl (ou Johann Nepomuk Freiherr von Poißl) naît le 15 février 1783 au château Haunkenzell . 
Le baron von Poißl étudia à partir de décembre 1800 à la faculté de philosophie de l'université université Louis-et-Maximilien de Munich à Landshut et dans un premier temps, il ne s'occupe qu'accessoirement de compositions et de chants. En 1805, il se perfectionne en musique à Munich auprès de Georg Joseph Vogler et de Franz Danzi.
Poißl obtient son premier succès en tant que compositeur d'opéra avec la première de son Antigonus en 1808, inspiré par Mozart, Gluck et Haydn. Danzi lui présenta Carl Maria von Weber à Munich durant l'été 1811. En avril 1812, Poißl y fit également la connaissance de Giacomo Meyerbeer. Après la première réussie de son opéra Ottaviano in Sicilia en juillet 1812, Poißl voulut entreprendre un voyage d'étude en Italie et à travers l'Italie et adressa donc une supplique au roi de Bavière Maximilien Ier, mais ne reçut qu'une gratification insuffisante.
En juin 1814, son opéra Athalia déclencha l'enthousiasme à Munich en tant que grand opéra déclaré "national". Suivirent des représentations à Stuttgart, Francfort-sur-le-Main, Darmstadt, Prague (ici en mai 1816 sous la direction de Weber avec un succès considérable), Weimar, Berlin (pour la première fois avec des récitatifs reliant les numéros musicaux ainsi que des décors de Karl Friedrich Schinkel) et à Karlsruhe en 1821. Le succès de la première représentation de Der Wettkampf zu Olympia en avril 1815 (autres représentations à Stuttgart en 1815, Darmstadt et Weimar en 1816 ainsi qu'à Dresde en 1820/21, où Weber dirigeait à nouveau) semble avoir dépassé celui d'Athalia.
Sur invitation du grand-duc Louis Ier, Poißl vint en 1816 à Darmstadt (Grand-duché de Hesse), où Athalia et le concours d'Olympie suscitèrent ses applaudissements. Au début de l'année 1817, Poißl se rendit à Berlin à l'invitation du directeur général des spectacles royaux, le comte Carl von Brühl, mais là encore, il ne trouva pas d'emploi. Pour des raisons inconnues, il ne saisit pas l'opportunité de louer le Théâtre des États à Prague en 1818 pour en devenir le directeur.
En septembre 1823, il devient le deuxième directeur de la musique de la cour à Munich, en mai 1824 le directeur du théâtre de la cour au Théâtre royal de la cour et de la nation et en juin 1825 le directeur de la musique de la cour. En 1825, il remporte à nouveau un grand succès avec l'opéra magique La princesse de Provence. Avec son activité d'intendant, sa propre productivité artistique diminua, des opéras comme Der Freischütz de Weber ou Euryanthe supplantèrent ses œuvres scéniques. En février 1833, Poißl fut destitué de son poste d'intendant du théâtre de la cour, mais il resta intendant de la musique de la cour jusqu'à sa nomination comme chambellan.
En 1842, Poißl reçut la croix de commandeur de 1ère classe de l'ordre de l'Ordre de Louis de Hesse grand-ducal.
Il meurt le 17 août 1865 à Munich.

### Opéras
- Die Opernprobe, Munich, 23 février 1806 (opéra-comique)
- Antigonus, Munich, 12 février 1808 (opéra)
- Ottaviano in Sicilia, Munich, 30 juillet 1812 (drame héroïque)
- Aucassin und Nicolette, Munich, 28 mars 1813 (opéra romantique)
- Athalia, Munich, 3 juin 1814 (grand opéra) ; repris à Stuttgart en 1815, Francfort-sur-le-Main en mai 1815, à Prague en 1816 et à Berlin en 1817
- Der Wettkampf zu Olympia, 21 avril 1815 (grand opéra)
- Dir wie mir, 1816, nicht aufgeführt (opéra-comique)
- Nittetis, Darmstadt, 29 juin 1817 (grand opéra)
- Issipile, 1818 (grand opéra)
- La rappresaglia, Munich, 7 avril 1820
- Die Prinzessin von Provence, 23 janvier 1825 (opéra fantastique)[4]
- Der Untersberg, Munich, 30 octobre 1829 (opéra romantique)
- Zayde, Munich, 9 novembre 1843 (oéra tragi-comique)